# Britany Anderson
Britany Anderson (3 de enero de 2001) es una deportista jamaicana que compite en atletismo, especialista en las carreras de vallas.
Ganó una medalla de plata en el Campeonato Mundial de Atletismo de 2022, en la prueba de 100 m vallas. Participó en los Juegos Olímpicos de Tokio 2020, ocupando el octavo lugar en la misma prueba.

## Palmarés internacional
| Campeonato Mundial | Campeonato Mundial      | Campeonato Mundial | Campeonato Mundial |
| Año                | Lugar                   | Medalla            | Prueba             |
| ------------------ | ----------------------- | ------------------ | ------------------ |
| 2022               | Eugene (Estados Unidos) | Medalla de plata   | 100 m vallas       |